# ビジュアルノベル・データベース
ビジュアルノベル・データベース (Visual Novel Database, VNDB) は、ビジュアルノベルとそのキャラクターに関する記事を掲載したウェブサイト。サイトはまた、まだリリースされていないビジュアルノベルやその作者に関するニュースを提供しており、インターネットコミュニティともなっている。各記事には、ユーザーに基づく統計を表した節がある。サイトの背景には『AS〜エンジェリックセレナーデ』のヒロインであるラスティ・ファースンの姿が描かれている。

## 分析
ビジュアルノベル・データベースは、ビジュアルノベルを「小説とコンピュータゲームの複合体で、テキストベースの長い筋書きを持つ、プレイヤーが操作する要素がほとんどないコンピュータゲーム」と定義しており、1982年の『ロリータ 野球拳』を最古のアダルトゲームと位置付けている。

## 評価
エレクトロニック・ゲーミング・マンスリーは、「ビジュアルノベル・データベースはコンテンツの分類や保存、議論をするうえで重要な役割を果たしてきた」と評し、「このようなコミュニティがなければ、『かたわ少女』や『VA-11 Hall-A』などの西洋で開発されたインディーゲームがプレイヤーから注目を得るのは難しかったと考えられる」と述べている。